# Нортфілд (Нью-Джерсі)
Нортфілд (англ. Northfield) — місто (англ. city) в США, в окрузі Атлантик штату Нью-Джерсі. Населення — 8434 особи (2020).

## Географія
Нортфілд розташований за координатами 39°22′16″ пн. ш. 74°33′17″ зх. д. / 39.37111° пн. ш. 74.55472° зх. д. (39.371058, -74.554822).  За даними Бюро перепису населення США в 2010 році місто мало площу 8,92 км², з яких 8,82 км² — суходіл та 0,10 км² — водойми. В 2017 році площа становила 9,37 км², з яких 9,28 км² — суходіл та 0,09 км² — водойми.

## Демографія
Згідно з переписом 2010 року, у місті мешкали 8624 особи в 3152 домогосподарствах у складі 2301 родини. Було 3260 помешкань
Расовий склад населення:
| - 87,1 % — білих - 4,5 % — азіатів - 3,2 % — чорних або афроамериканців - 0,2 % — корінних американців - 2,9 % — осіб інших рас |

До двох чи більше рас належало 2,0 %. Частка іспаномовних становила 8,0 % від усіх жителів.
За віковим діапазоном населення розподілялося таким чином: 24,2 % — особи молодші 18 років, 59,7 % — особи у віці 18—64 років, 16,1 % — особи у віці 65 років та старші. Медіана віку мешканця становила 43,1 року. На 100 осіб жіночої статі у місті припадало 91,2 чоловіків;  на 100 жінок у віці від 18 років та старших — 87,0 чоловіків також старших 18 років.
Середній дохід на одне домашнє господарство  становив 93 444 долари США (медіана — 68 854), а середній дохід на одну сім'ю — 104 468 доларів (медіана — 87 159). Медіана доходів становила 59 365 доларів для чоловіків та 42 335 доларів для жінок. За межею бідності перебувало 12,4 % осіб, у тому числі 18,9 % дітей у віці до 18 років та 11,5 % осіб у віці 65 років та старших.
Цивільне працевлаштоване населення становило 4109 осіб. Основні галузі зайнятості: мистецтво, розваги та відпочинок — 25,5 %, освіта, охорона здоров'я та соціальна допомога — 20,5 %, науковці, спеціалісти, менеджери — 13,2 %, роздрібна торгівля — 9,5 %.